# Cordilura dimidiata
Cordilura dimidiata är en tvåvingeart som först beskrevs av Cresson 1918.  Cordilura dimidiata ingår i släktet Cordilura och familjen kolvflugor. Inga underarter finns listade i Catalogue of Life.